# 浅井幹夫
浅井 幹夫（あさい みきお、1948年9月18日 - ）は、日本の教育者、元学校経営者。元学校法人浅井学園理事長・元学校法人北海道浅井学園理事長・元北海道浅井学園大学学長・元北海道浅井学園大学短期大学部学長。かつては「浅井幹雄」とも表記されていた。

## 略歴
- 北海道生まれ
- 1972年明治学院大学法学部卒業
- 1974年明治学院大学大学院法学研究科博士前期課程修了。
- 1979年明治学院大学大学院法学研究科博士後期課程単位取得満期退学。
- 1979年北海道女子短期大学助手
- 1982年北海道女子短期大学講師[注 1][3]。
- 1987年北海道女子短期大学経営情報学科専任講師。学校法人浅井学園評議員
- 1990年北海道女子短期大学経営情報学科助教授。学校法人浅井学園理事長。
- 1991年学校法人北海道浅井学園理事長。旭川調理師専門学校学校長[4]。
- 1994年北海道女子短期大学経営情報学科教授。北海道女子短期大学副学長。
- 1995年北海道女子短期大学学長
- 2000年北海道浅井学園大学学長
- 2001年旭川調理師専門学校学校長に再任[5]。
- 2005年11月に耐震補修工事において、約5700万円の私学補助金を不正に受けていた事実が読売新聞によって発覚。同年12月6日全ての理事長・学長職を辞任[6]
- 2006年3月に浅井学園大学に対し背任罪で逮捕[7]、5月に同大学にて架空雇用により業務上横領罪で再逮捕[8]。
- 2007年12月10日札幌地方裁判所にて背任罪、補助金適正化法違反、業務上横領罪で懲役4年6月の判決が下る[9]。
- 2011年学校法人浅井学園前理事長の私的経費流用事件で、浅井被告に対し、最高裁判所第2小法廷は上告を棄却する決定を出した。懲役4年6カ月とした実刑判決が確定。

## エピソード
将来の目標として、学校法人北海学園理事長の森本正夫の如く成りたいと嘗て学術雑誌で述べていた。また、独裁的なワンマン体制であったという。

## 家族
父は、学校法人北海道浅井学園元理事長の浅井猛。母は、学校法人北海道浅井学園元学園長、専門学校北海道ドレスメーカー学院初代学院長の浅井淑子。妹に、北海道ドレスメーカー学院2代学院長の浅井洋子がいる。

## 業績
- 「法学に対する興味度 女子短大生の場合」『北海道女子短期大学研究紀要19号』1985年（浅井幹雄名義）
- 「教育基本法第10条の解釈と教育権論争」『北海道女子短期大学研究紀要20号』1986年（浅井幹雄名義）
- 古瀬卓男と共編『教育関係法規演習』（ソルト出版、1986年）
- 鹿毛継雄編『現代社会と法』（共同執筆、ソルト出版、1988年）
- 『高齢者・障害者と生活福祉 : 高齢社会と心理・介護技術論』（共著、二瓶社、1997年）など